# 브라이언 벤벤
브라이언 벤벤(Brian Benben, 1956년 6월 18일 ~ )은 미국의 배우이다.

## 출연 작품

### 영화
- 재생자 (1988)
- 다크 엔젤 (1990)
- 방송국 사고 파티 (1994, Radioland Murders)

### 텔레비전
- Dream On (1990-96)
- 마스터즈 오브 호러 (2005)
- 프라이빗 프랙티스 (2008-13)
- 스캔들 (2014)
- 그레이스 앤 프랭키 (2015)